# بائوآن
بائوآن (به لاتین: Bao'an County) یک تقسیمات کشوری سابق در چین است.